# Џесика Ланг
Џесика Филис Ланг (енгл. Jessica Lange) је америчка глумица, рођена 20. априла 1949. године у Клокеју (Минесота, САД).

## Биографија
Рођена у Клокеју (Минесота), од оца Алберта Џона Ланга и мајке Дороти Флоренс Салман. Са мајчине стране има финско, док са очеве стране има немачко и холандско порекло. Студирала је уметност на Универзитету у Минесоти, али након тога одлази у Париз где је учила пантомиму. Вратила се у Њујорк 1973. године и почиње да узима часове глуме, а уједно је радила као конобарица и манекенка за модну агенцију Вилемина.

### Филмска каријера
Године 1976. је унајмљена од стране Дина Де Лорентиса за улогу у римејк филму Кинг Конг. За ту улогу је добила веома лоше критике и готово је уништила своју филмску каријеру. Ипак, пет година касније се враћа са филмом Поштар увек звони двапут. Следеће године се учврстила своју каријеру са филмом Frances за кога је прима веома добре критике, а чак је и номинована за Оскара као најбоља споредна глумица. Исте године осваја свог првог Оскара као најбоља споредна глумица за улогу у филму Тутси. Касније наставља да игра током осамдесетих и деведесетих у филмовима као што су: Слатки снови (1984), Музичка кутија (1989) и Плаво небо за кога добија свог другог Оскара, овог пута као најбоља главна глумица.

### Позоришна каријера
Године 1992. дебитује на Бродвеју у представи Тенесија Вилијамса Трамвај звани жеља (филм) где је играла заједно са Алеком Болдвином. Године 2000. се појавила на Лондонском позоришту, где је играла Мери Тајрон у представи Long Day's Journey Into Night. Пет година касније се појавила у још једној представи Тенесија Вилијамса Стаклена менажерија, где је играла заједно са Кристијаном Слејтером.

## Приватни живот
Венчала се 1971. године за фотографа Пака Грандеа, од кога се разводи 1981. године. Од 1982. године живи са глумцем Семом Шепардом. Има троје деце: Александру са Михаилом Баришњиковим и Хану Џејн и Вокера Самјуела са Шепардом. Тренутно живи у Њујорку.
Бави се хуманитарним радом и УНИЦЕФ-ов је амбасадор добре воље. Поната је по томе да често критикује Џорџа В. Буша, а једном је изјавила „Презирем њега и целу његову администрацију“.

## Награде
| Год.       | Додељује      | Награда                        | Филм           |
| ---------- | ------------- | ------------------------------ | -------------- |
| Награђена  |               |                                |                |
| 1982       | Оскар         | Најбоља споредна глумица       | Тутси          |
| 1994       | Оскар         | Најбоља главна глумица         | Плаво небо     |
| 1995       | Златни глобус | Најбоља главна глумица (драма) | Плаво небо     |
| Номинована |               |                                |                |
| 1982       | Оскар         | Најбоља главна глумица         |                |
| 1984       | Оскар         | Најбоља главна глумица         |                |
| 1985       | Оскар         | Најбоља главна глумица         | Слатки снови   |
| 1989       | Оскар         | Најбоља главна глумица         | Музичка кутија |

## Филмографија
| Год. | Српски назив             | Оригинални назив | Улога                 | Напомене       |
| ---- | ------------------------ | ---------------- | --------------------- | -------------- |
| 1976 | Кинг Конг                |                  | Дван                  |                |
| 1979 | Сав тај џез              |                  | Анџелик               |                |
| 1980 |                          |                  | Луиз                  |                |
| 1981 |                          |                  | (непотписана)         | (документарни) |
| 1981 | Поштар увек звони двапут |                  | Кора Папдакис         |                |
| 1982 | Тутси                    |                  | Џули Николс           |                |
| 1982 | Френсис                  |                  | Френсис Фармер        |                |
| 1984 |                          |                  | Џуел Ајви             |                |
| 1985 |                          |                  | Патси Клејн           |                |
| 1986 |                          |                  | Маргарет 'Мег' Маграт |                |
| 1988 |                          |                  | Кејт                  |                |
| 1988 |                          |                  | Бабс Роџерс Греј      |                |
| 1989 | Музичка кутија (филм)    |                  | Ен Талбот             |                |
| 1990 |                          |                  | Бет Маколи            |                |
| 1991 | Рт страха                |                  | Ли Боуден             |                |
| 1992 |                          |                  | Александра Бергсон    |                |
| 1992 |                          |                  | Хелен Насерос         |                |
| 1994 |                          |                  | себе                  | (документарни) |
| 1994 | Плаво небо               |                  | Карли Маршал          |                |
| 1995 |                          |                  | Маргарет Левин        |                |
| 1995 | Роб Рој                  |                  | Мери Макгрегор        |                |
| 1997 |                          |                  | Џини Кук Смит         |                |
| 1997 |                          |                  | себе (непотписана)    | (документарни) |
| 1998 |                          |                  | Марта Баринг          |                |
| 1998 |                          |                  | рођака Бети           |                |
| 1999 |                          |                  | Тамора                |                |
| 2001 |                          |                  | госпођа Вурцел        |                |
| 2003 |                          |                  |                       | (документарни) |
| 2003 |                          |                  | Нина Вероника         |                |
| 2003 | Крупна риба              |                  | старија Сандра Блум   |                |
| 2003 |                          |                  | Ирма Аплвуд           |                |
| 2004 |                          |                  | наратор               | (документарни) |
| 2005 |                          |                  |                       | (документарни) |
| 2005 | Сломљено цвеће           |                  | Кармен                |                |
| 2005 | Не куцај на моја врата   |                  | Дорин                 |                |
| 2005 |                          |                  | Катрин Пирсон         |                |
| 2006 | )                        |                  | Арвила                |                |
| 2007 |                          |                  |                       |                |

### Познати глумци са којима је сарађивала
- Шерон Стоун (Broken Flowers)
- Пенелопе Круз (Masked and Anonymous)
- Вал Килмер (Masked and Anonymous)
- Ентони Хопкинс (Титус)
- Лијам Нисон (Роб Рој)
- Хали Бери (Losing Isaiah)
- Самјуел Л. Џексон (Losing Isaiah)
- Кјуба Гудинг Млађи (Losing Isaiah)
- Томи Ли Џоунс (Плаво небо)
- Роберт де Ниро (Night and the City, Cape Fear)
- Дастин Хофман (Тутси)
- Ед Харис (Слатки снови)
- Џек Николсон (Поштар увек звони двапут)